# Liste der Kulturdenkmäler in Zornheim
In der Liste der Kulturdenkmäler in Zornheim sind alle Kulturdenkmäler der rheinland-pfälzischen Ortsgemeinde Zornheim aufgeführt. Grundlage ist die Denkmalliste des Landes Rheinland-Pfalz (Stand: 3. April 2024).

## Einzeldenkmäler
| Bezeichnung                              | Lage                                           | Baujahr                 | Beschreibung | Bild                           |
| ---------------------------------------- | ---------------------------------------------- | ----------------------- | --- | ------------------------------ |
| Kriegerdenkmäler und Grabmäler           | Am Friedhof, auf dem Friedhof Lage             | 19. und 20. Jahrhundert | Friedhof 1831/32 eröffnet - Heiligenhäuschen, Satteldachbau, 1949, darin Kunststein-Pietà (1950) und Traubenmadonna aus Terrakotta - versetztes Kriegerdenkmal 1870/71, reliefierter Obelisk, 1878 - Kriegerdenkmal für die 1914/18 gefallenen Mitglieder der Freiwilligen Feuerwehr, Sandsteinpfeiler mit Feuerwehrhelm, um 1925 - Grabstätte Familie Sieben, um 1860, mit schmiedeeisernem Gitterzaun und drei spätklassizistischen Grabmäler für Heinrich bzw. Philipp Sieben († 1857), Säulenstümpfe mit Draperie und Stele für Margaretha Sieben († 1860) - Grabmal Anna Maria Breier († 1901): Inschrifttafel aus Granit in neubarocker Kartusche | weitere Bilder Fotos hochladen |
| Wegekreuz                                | Hahnheimer Straße, bei Nr. 35 Lage             | 19. Jahrhundert         | Sockel bezeichnet 1899 (Renovierung), schlichtes Kreuz mit Metallkorpus | Fotos hochladen                |
| Katholische Pfarrkirche St. Bartholomäus | Kirchgasse 6 Lage                              | 1894/95                 | neugotische dreischiffige Hallenkirche, Kalkbruchsteinbau, 1894/95, Architekt Ludwig Becker, Mainz; im Kern mittelalterlicher Westturm des Vorgängers, bezeichnet 1615, 1955/56 erhöht | weitere Bilder Fotos hochladen |
| Kriegerdenkmal                           | Kirchgasse, bei Nr. 6 Lage                     | um 1930                 | Kriegerdenkmal 1914/18, reliefierte Schauwand, um 1930 | Fotos hochladen                |
| Rathaus                                  | Kirschgartenstraße 2 Lage                      | 1708                    | barockes Wohnhaus, teilweise Zierfachwerk, bezeichnet 1708 | weitere Bilder Fotos hochladen |
| Wohnhaus                                 | Neugasse 1 Lage                                | frühes 17. Jahrhundert  | barockes Wohnhaus, teilweise Fachwerk (verputzt), wohl aus dem frühen 17. Jahrhundert mit älteren Teilen; ortsbildprägend | Fotos hochladen                |
| Wohnhaus                                 | Röhrbrunnenplatz 1 Lage                        | nach 1811               | Einfirsthaus, teilweise Fachwerk, nach 1811; platzbildprägend | weitere Bilder Fotos hochladen |
| Wegekreuz                                | westlich des Ortes; Flur Sörgenlocher Weg Lage | 1937                    | Sockel bezeichnet 1937, Kreuz mit expressivem Metallkorpus | Fotos hochladen                |